# 2014 XY40
2014 XY40 ist ein großes transneptunisches Objekt im Kuipergürtel, das bahndynamisch als erweitertes Scattered Disk Object (DO) oder als Cubewano (CKBO) eingestuft wird. Aufgrund seiner Größe ist der Asteroid ein Zwergplanetenkandidat.

## Entdeckung
2014 XY40 wurde am 15. Dezember 2014 von einem Astronomenteam, bestehend aus Ross Cawthon, R. Ogando und M. Schubnell, mit dem 4,0-m-Víctor-M.-Blanco-Teleskop (DECam) am Cerro Tololo-Observatorium (Chile) entdeckt. Die Entdeckung wurde am 30. September 2016 bekanntgegeben.
Der Beobachtungsbogen des Asteroiden beginnt mit der offiziellen Entdeckungsbeobachtung am 15. Dezember 2014. Im Juni 2018 lagen insgesamt lediglich 27 Beobachtungen über einen Zeitraum von drei Jahren vor. Die bisher letzte Beobachtung wurde im Dezember 2017 am Lowell-Observatorium durchgeführt. (Stand 6. März 2019)

## Eigenschaften

### Umlaufbahn
2014 XY40 umkreist die Sonne in 324,04 Jahren auf einer leicht elliptischen Umlaufbahn zwischen 34,62 AE und 52,58 AE Abstand zu deren Zentrum. Die Bahnexzentrizität beträgt 0,148, die Bahn ist 29,03° gegenüber der Ekliptik geneigt. Derzeit ist der Planetoid 39,20 AE von der Sonne entfernt. Das Perihel durchläuft er das nächste Mal 2153, der letzte Periheldurchlauf dürfte also im Jahre 1829 erfolgt sein.
Marc Buie (DES) klassifiziert den Planetoiden als erweitertes SDO (ESDO bzw. DO), während vom Minor Planet Center keine spezifische Einstufung existiert; letzteres ordnet ihn als Nicht-SDO und allgemein als «Distant Object» ein. Das Johnston’s Archive führt ihn dagegen als Cubewano auf, wobei er zu den bahndynamisch «heißen» klassischen KBO gehören würde.

### Größe
Derzeit wird von einem Durchmesser von 447 km ausgegangen, basierend auf einem Rückstrahlvermögen von 6 % und einer absoluten Helligkeit von 5,5 m. Ausgehend von einem Durchmesser von 447 km ergibt sich eine Gesamtoberfläche von etwa 628.000 km2. Die scheinbare Helligkeit von 2014 XY40 beträgt 22,59 m.
Da anzunehmen ist, dass sich 2014 XY40 aufgrund seiner Größe im hydrostatischen Gleichgewicht befindet und somit weitgehend rund sein muss, sollte er die Kriterien für eine Einstufung als Zwergplanet erfüllen. Mike Brown geht davon aus, dass es sich bei 2014 XY40 möglicherweise um einen Zwergplaneten handelt.
| Jahr                                         | Abmessungen km | Quelle   |
| -------------------------------------------- | -------------- | -------- |
| 2018                                         | 423,0          | Johnston |
| 2018                                         | 447,0          | Brown    |
| Die präziseste Bestimmung ist fett markiert. |                |          |